# Mikhaïl Gnessine
Mikhaïl Fabianovitch Gnessine (né le 2 février 1883 à Rostov-sur-le-Don – mort le 5 mai 1957 à Moscou) est un compositeur russe puis soviétique. Ses œuvres Les Maccabées et La Jeunesse d’Abraham lui ont valu le surnom de « Glinka juif ».
Aram Khatchatourian et Tikhon Khrennikov ont été ses élèves.

## À noter
L’Académie russe de musique Gnessine a été fondée par ses trois sœurs.